# Defaticamento
Il defaticamento, in inglese cool-down, è una pratica sportiva effettuata al termine dell'attività fisica per portare il corpo dall'esercizio ad uno stato di riposo in maniera efficiente e vantaggiosa. Essenzialmente si distingue dalla pratica del riscaldamento la cui finalità è diametralmente opposta ovvero posta all'inizio dell'attività fisica. Spesso questa parte dell'allenamento viene sottovalutata e vista come meno importante rispetto ad altre componenti. Tuttavia il defaticamento può avere un impatto significativo sulla salute dell'atleta.

## Definizione
Per come viene impostato, il defaticamento è un riscaldamento svolto in maniera inversa, e può prevedere le stesse pratiche, come una prestazione aerobica a bassa intensità. Esso è però più orientato a rilassare il corpo, e può prevedere una componente volta al miglioramento della flessibilità. Se un individuo svolge un esercizio cardiovascolare aerobico o anaerobico per un periodo di tempo protratto, è necessario rallentare l'intensità dell'esercizio portandola a bassi valori (40-50% FCmax) e mantenere tale andamento per 5-10 minuti, ma è possibile arrivare fino a 20 minuti in base al grado di allenamento dell'atleta, alla durata e all'intensità dell'esercizio.
Anche l'intensità nell'esercizio può essere più varia, in quanto se l'esercizio è stato più intenso e con una rilevante componente anaerobica, è possibile svolgere l'attività di defaticamento anche al 70% FCmax, per via di una più efficiente rimozione del lattato (il cui accumulo è caratteristico dell'esercizio anaerobico). Questa modifica contribuirà a riportare il battito cardiaco ai valori iniziali, e impedirà al sangue di accumularsi nelle estremità inferiori, potenzialmente portando a vertigini, giramenti di testa e svenimento. Eseguendo infatti una blanda attività continuata, si mantengono in attività i muscoli degli arti inferiori promuovendo un ritorno venoso in un ciclo di contrazione e rilassamento. Esso può anche prevenire altri potenziali problemi legati all'esercizio come le irregolarità cardiache, proprio per la sua funzione di rallentamento del battito cardiaco. Il defaticamento aiuta a riportare ai livelli iniziali anche la respirazione e la temperatura corporea.
Un altro importante effetto del defaticamento è quello di rimuovere l'acido lattico ed altri metaboliti accumulati nel sangue e nei muscoli, riportando il sangue dalla periferia verso il centro del corpo. Quando viene svolta un'attività leggera dopo l'esercizio, questo permette che il lattato prodotto sia rimosso più rapidamente. Una parte del lattato accumulato viene metabolizzato per via aerobica per supportare parte della richiesta di ATP per svolgere la stessa attività leggera.
Sembra inoltre che l'accumulo di lattato sia rimosso dal sangue più rapidamente se l'attività leggera prevede il reclutamento dei muscoli attivi durante lo sforzo lattacido, e non dai muscoli che erano inattivi. Questi effetti sulla rimozione del lattato assumono maggiore importanza nell'ambito dell'esercizio anaerobico coi pesi (Resistance training) o dell'esercizio cardiovascolare ad alta intensità, che per caratteristica impongono un alto accumulo di questa molecola nei muscoli e nel sangue. Il defaticamento contribuisce anche a ridurre gradualmente i livelli di catecolammine (adrenalina e noradrenalina) nel sangue, le quali subiscono un importante innalzamento durante le attività con una forte componente anaerobica. Alti livelli di catecolammine possono essere cause di irregolarità cardiache per i soggetti a rischio, più spesso a seguito dell'esercizio piuttosto che durante. Infatti le catecolammine hanno una forte attività eccitatoria, innalzando o mantenendo elevato il battito cardiaco. Anche se irregolarità cardiache correlate all'esercizio sono piuttosto rare, il defaticamento può rivelarsi un'importante attività preventiva e precauzionale, soprattutto per gli anziani.
Anche la flessibilità è un importante componente del defaticamento. Poiché uno degli obiettivi di questa pratica è anche il rilassamento dei muscoli, portandoli al loro stato di allungamento iniziale dopo l'esercizio, eseguire lo stretching correttivo (statico e miofasciale) potrebbe essere appropriato durante questa fase. Alcuni studi hanno mostrato che 20 minuti di defaticamento risultano in un minore indolenzimento muscolare (DOMS) nelle successive 24 ore, mentre altre ricerche suggeriscono che questa pratica non produrrebbe una riduzione del DOMS.

### Benefici del defaticamento
- può migliorare la flessibilità;
- rimuove le scorie metaboliche dal sangue;
- riduce la temperatura corporea;
- riduce i livelli ematici di catecolammine;
- riduce l'indolenzimento muscolare;
- riduce la richiesta cardiorespiratoria;
- previene vertigini e svenimento;
- aiuta a recuperare l'equilibrio emotivo dopo lo stress dell'esercizio;
- può prevenire irregolarità cardiache nei soggetti predisposti;